# Dora y la búsqueda del Sol Dorado
Dora and the Search for Sol Dorado (Dora y la búsqueda del Sol Dorado en Hispanoamérica; Dora en busca del Sol Dorado en España) es una película estadounidense de aventuras y comedia dirigida por Alberto Belli y escrita por JT Billings. Es una adaptación de acción real de la serie de televisión animada Dora, la exploradora creada por Chris Gifford, Valerie Walsh Valdes, y Eric Weiner. Es la segunda adaptación de acción real de dicha serie, después de Dora y la ciudad perdida. Está protagonizada por Samantha Lorraine, Jacob Rodriguez, Daniella Pineda, y Gabriel Iglesias.
Luego de ser desarrollada, el rodaje se llevó a cabo en Colombia durante el verano y otoño de 2024. La película se estrenó simultáneamente en Nickelodeon y Paramount+ el 2 de julio de 2025.

## Trama
Diez años antes, el abuelo de Dora y Diego solía contarles historias incas. Les contaba sobre el Sol Dorado, una estrella mágica caída que tiene el poder de conceder un deseo altruista. Dora recibió el Mapa, que cree que la guía en sus aventuras, y le encanta explorar la selva amazónica con Diego. Ella rescató a un mono y lo llamó Botas.
Actualmente, Dora se embarca en otra aventura en busca del Sol Dorado. A pesar de su resistencia, Diego se une solo para la última aventura. Dentro de una cueva, ella interpreta un quipu que conduce a un antiguo reloj de sol. Sin embargo, una trampa explosiva provoca un incendio en la cueva. Diego activa su Paquete de Rescate para salvar a Dora, quien finalmente pierde su Mapa en el incendio. Desconsolada, Dora asume que no es nada sin el Mapa, antes de ser distraída por la nueva administradora del Mundo de la Jungla, Camila, a quien Dora admiraba desde hacía años.
En Mundo de la Jungla, Dora se convierte en guía en el viaje con juegos de palabras molestos y guionados, donde Diego realiza el espectáculo de su cacatúa, Mango. Allí, descubren que Camila está buscando el Brazalete del Emperador, la llave del Sol Dorado. Diego llama a esto un mito, pero Dora se cuela en Tesoro Inca y desbloquea una caja usando el reloj de sol, desde donde el brazalete se ata a su mano y le da una visión de tres entradas hacia Sol Dorado. Camila encuentra la caja vacía, sospecha de robo a Dora y ordena a sus hombres que impidan que Dora escape, pero el brazalete ayuda a Dora a evitarlos. En el tranvía, Dora descubre que Diego tenía una novia, Naiya, que los conduce durante el escape y el encuentro con los secuaces. Finalmente, ellos se estrellan en medio de la jungla, posiblemente dejando a Camila atrás.
De su mochila, Dora le da a Diego su mochila de rescate y a Naiya un botiquín para continuar su aventura. Dora tiene una visión del primer lugar, El Gran Valle de la Muerte, e intenta guiarlos sola y con la ayuda de Botas. Allí, tras descifrar un quipu, encuentran una pista hacia las tumbas antes de que las paredes los destruyan. Finalmente, obtienen una pista sobre los guacamayos de Cinchona, gracias a otra visión que Dora tiene para el segundo lugar. Por la noche, Swiper el Zorro rastrea al grupo y le roba la mochila a Dora, facilitando el camino a su dueña, Camila.
Dora se despierta desconsolada por haber perdido la Mochila, así que Diego cancela la misión antes de que el brazalete lo vuelva a atar. Se sincera sobre su oportunidad de una pasantía que lo llevó a no querer co-explorar. Moviéndose hacia la ubicación, un rompecabezas de matemáticas los guía a través de un conjunto de columpios de quipu. Mientras Naiya, una jugadora de sudoku, resuelve el rompecabezas, Diego se balancea sobre picos de abajo para desbloquear el puente que los lleva a otra pista. Dora tiene una crisis emocional por no querer perder a Diego, así que la consuela y tiene una visión de la tercera ubicación, el Templo de la Luz. Afuera, Camila captura al grupo y sigue la línea de información, mientras Dora se cae del acantilado durante el encuentro.
Dora recupera la consciencia bajo la luna llena y descubre que ella misma es el mapa. Ella interpreta las estrellas para encontrar el camino exacto, activa el Paquete de Rescate contra el grupo de Camila y usa el reloj de sol para abrir el Templo. Sin embargo, Camila sigue de cerca al grupo de Dora y se sincera sobre su fracaso profesional, lo que la llevó a buscar egoístamente al Sol Dorado.
Dentro, Dora y Camila descifran juntas el quipu, lo que las lleva a pesar el oro en la balanza para abrir el portal que se encuentra frente a ellas. No había suficiente oro para la última balanza, así que Camila se sacrifica para abrir el portal antes de que el brazalete la rescate. Ellos conectan la tercera pista, y Camila abre el Sol Dorado usando el brazalete como llave. Camila y Dora se comprometen a haber encontrado su verdadero yo, la Cruzada y la Exploradora, respectivamente, por lo que desinteresadamente usan el deseo para evitar que Diego pierda su pasantía.
Diego y Naiya se reconcilian durante la aventura y prometen seguir unidos. Diego se despide antes de partir hacia Nueva York. Dora finalmente ve el destello verde cuando Diego le entrega el nuevo mapa, lo que da inicio a otra aventura.

## Reparto
- Samantha Lorraine como Dora Márquez
- Jacob Rodriguez como Diego Márquez
- Mariana Garzón Toro como Naiya, la novia de Diego.[2]
- Acston Luca Porto como Sonny, el hermano menor de Naiya.[2]
- Daniella Pineda como Camila, una arqueóloga. Ella se la presenta como la estrella de un antiguo programa de televisión, Camila la Cruzada, a quien Dora admiraba hasta que se dio cuenta de sus intenciones de oponerse. Ella perdió su reputación tras ser humillada en directo por televisión tras no encontrar un tesoro. Ahora tiene un zorro de mascota, Swiper.[2]
- Gabriel Iglesias como Botas (voz), el mono mascota de Dora.[2]

## Producción
En mayo de 2024, se reveló que se estaba desarrollando una nueva película de acción real de Dora, la exploradora, titulada Dora and the Search for Sol Dorado, con la dirección de Alberto Belli y el guion de JT Billings. Samantha Lorraine fue elegida para el papel protagonista. Jacob Rodríguez fue elegido para interpretar al primo de Dora, Diego, el mes siguiente. La fotografía principal comenzó el 9 de agosto de 2024 en Río Claro, Colombia, con Federico Cantini como director de fotografía. En mayo de 2025, se reveló que Mariana Garzón Toro, Acston Luca Porto, Daniella Pineda y Gabriel Iglesias se habían unido al elenco.

## Estreno
El estreno de la película se llevó a cabo en Los Ángeles, California, el 25 de junio de 2025. Dora and the Search for Sol Dorado se estrenó en Estados Unidos simultáneamente en Nickelodeon y Paramount+ el 2 de julio de 2025, durante el 25.º aniversario de la serie original. Se estrenó internacionalmente el 4 de julio de 2025.